# Stanisław Bożyk
Stanisław Stefan Bożyk (ur. 1951) – polski prawnik, specjalista w zakresie prawa konstytucyjnego, doktor habilitowany nauk prawnych, nauczyciel akademicki, profesor nadzwyczajny Uniwersytetu w Białymstoku.

## Życiorys
Jest absolwentem I Liceum Ogólnokształcącego im. Tadeusza Kościuszki we Włodawie. W 1976 ukończył studia na kierunku administracja w Filii Uniwersytetu Warszawskiego w Białymstoku. Na podstawie rozprawy pt. Rady narodowe a terenowe organy administracji otrzymał w 1982 na Wydziale Prawa i Administracji Uniwersytetu Warszawskiego stopień naukowy doktora nauk prawnych. W 2007 na Wydziale Prawa Uniwersytetu w Białymstoku na podstawie dorobku naukowego oraz rozprawy pt. Prawnoustrojowy status opozycji parlamentarnej w Sejmie Rzeczypospolitej Polskiej uzyskał stopień doktora habilitowanego nauk prawnych w zakresie prawa, specjalność: prawo konstytucyjne. Następnie został kierownikiem Katedry Prawa Konstytucyjnego na tym wydziale oraz profesorem nadzwyczajnym UwB.

## Wybrane publikacje
- Bibliografia prawa konstytucyjnego 1944–1980. T. 1–2 (1987)
- Parlament federalny Australii (1999)
- System konstytucyjny Australii (2001)
- Kneset – parlament Izraela (2002)
- System konstytucyjny Izraela (2002)
- Opozycja parlamentarna w Sejmie RP (2005)
- Prawnoustrojowy status opozycji parlamentarnej w Sejmie Rzeczypospolitej Polskiej (2006)
- Izba Reprezentantów – parlament Nowej Zelandii (2009)
- Prawo, parlament i egzekutywa we współczesnych systemach rządów. Księga poświęcona pamięci profesora Jerzego Stembrowicza (red. nauk.) (2009)
- Sejm w systemie organów państwowych RP (2009)
- System konstytucyjny Nowej Zelandii (2009)
- Konstytucja, ustrój polityczny, system organów państwowych. Prace ofiarowane profesorowi Marianowi Grzybowskiemu (red. nauk. wspólnie z Adamem Jamrozem (2010)
- System konstytucyjny Armenii (2012)
- Systemy ustrojowe państw współczesnych (red. nauk. wspólnie z Marianem Grzybowskim) (2012)
- Zgromadzenie Narodowe Parlament Armenii (2012)
- Aktualne problemy reform konstytucyjnych (red. nauk.) (2013)
- Tryb ustawodawczy w Sejmie RP i w parlamentach państw Unii Europejskiej (2013)[2]
- Prawo konstytucyjne (red. nauk.) (2014)
- System konstytucyjny Argentyny (2016)
- Ustroje konstytucyjne wybranych państw europejskich (red. nauk.) (2020)[3]